# بنجامین فیتزپاتریک
بنجامین فیتزپاتریک (به انگلیسی: Benjamin Fitzpatrick) سناتور سابق عضو حزب دموکرات ایالات متحده آمریکا بود. وی در سال ۱۸۴۸ تا ۱۸۴۹ و ۱۸۵۳ تا ۱۸۵۵ و ۱۸۵۵ تا ۱۸۶۱ میلادی سناتور ایالت آلاباما در سنای ایالات متحده آمریکا بود.